# Муви 43
«Му́ви 43» (англ. Movie 43) — американский комедийный фильм, киноальманах режиссёра и продюсера Питера Фаррелли, состоящий из 14 скетчей, связанных между собой сюжетной линией. Каждый скетч снимал отдельный режиссёр.
Фильму потребовалось почти десять лет, чтобы попасть в производство, поскольку большинство студий с ходу отвергало сценарий, который был в конечном итоге куплен Relativity Media за 6 миллионов долларов. Фильм снимался в течение нескольких лет, подбор актёров также оказался непростой задачей для продюсеров. Некоторые актёры, в том числе Джордж Клуни, сразу же отказались от участия, в то время как другие, такие, как Ричард Гир, попытались выйти из актёрского состава проекта позднее.
«Муви 43» получил отрицательные отклики от критиков, многие представители кинопрессы назвали его «одним из худших фильмов последних лет». В 2014 году фильм получил три премии «Золотая малина» в номинациях «Худший фильм», «Худший режиссёр» и «Худший сценарий».

## Сюжет
Два друга, Келвин и Джей Джей, загружают видео на видеохостинг, но их друг Бакстер подшучивает над ними, накручивая просмотры видео, и ребята решают отомстить ему, наполнив его компьютер вирусами из интернета. Келвин и Джей Джей придумывают легенду про фильм «Муви 43» — самый страшный фильм в мире, который разыскивают ФБР и ЦРУ. Бакстер приходит к Келвину и Джей Джею и начинает искать фильм на запрещённом сайте. Бакстер находит «Муви 43» по частям, по одному видео.

### Загвоздка
Бет — бизнес-вумен. Она идёт на свидание вслепую с Дэвисом, самым завидным женихом города. Когда они встречаются в ресторане, Бет приходит в потрясение, когда Дэвис, снимая шарф, обнажает пару яичек, болтающихся у него на шее. За ужином её смущает, что никто не замечает анатомические аномалии Дэвиса, в том числе и он сам.
Оказывается, Бакстер был братом Келвина. Келвин достаёт ноутбук Бакстера и запирается вместе с ним в туалете.

### Домашнее обучение
Недавно переехавшие Анна и Шон пьют кофе со своими новыми соседями. У их соседей, Роберта и Саманты есть сын-подросток — Кевин, который находится на домашнем обучении. Анна и Шон узнают о методах воспитания и воссоздании школьной среды в пределах их дома, включая дедовщину, издевательства и занятия после уроков. Они устраивают школьные вечеринки, на которые не пускают Кевина, а также Кевин впервые целуется с Самантой. Взволнованные соседи встречают Кевина, который идёт на свидание со своей девушкой, и у них возникает впечатление, что все в порядке, пока тот не достаёт куклу, сделанную из швабры с лицом Саманты, говоря, что кукла — его подруга.

### Предложение
Молодой парень Даг собирается сделать своей девушке Джули предложение. На пикнике он готовится это сделать, но неожиданно для него самого Джули просит его покакать на неё. Он соглашается сделать это. Друзья Дага советуют ему для начала «пойти посрать на шлюх, а потом какать по любви» и дают ему мощное слабительное. Вечером Даг съедает много буррито и выпивает слабительное. Джули жаждет прелюдий и просит, чтобы он не спеша покакал ей на шею. Даг не выдерживает и выкрикивает: «Ну дай мне насрать на тебя!». От этого Джули выбегает на улицу, Даг пытается её догнать и достаёт кольцо, но выбегает на проезжую часть и испражняется на лобовое стекло машины, сбившей его. К Дагу подбегает Джули и услышав, что покрытая экскрементами дорога для неё и показывает всю любовь к ней, восклицает, что это «самая красивая вещь», которую она когда-либо видела. Они целуются среди лужи фекалий Дага.
Келвин открывает порносайты с вирусами на ноутбуке Бакстера. Бакстер узнаёт, откуда Келвин узнал про «Муви 43» — от Стиви Шрайдера.

### Вероника
Нил работает кассиром в ночную смену в продуктовом магазине. К нему на работу приходит его бывшая — Вероника. Они начинают выяснять отношения. Всю эту сцену покупатели магазина слышат по громкоговорителю. После того как она уходит в слезах, клиенты соглашаются подменить его на рабочем месте, в то время как он догонит её и извинится.
С Бакстером связывается странный мужчина Вранкович и угрожает Джей Джею и Бакстеру, чтобы те не искали «Муви 43». Бакстер нажимает красную кнопку и находит ещё одно видео.

### iТёлка
Развивающаяся компания проводит совещание в своей штаб-квартире. Их недавно выпущенная продукция, iТёлка (в оригинале iBabe), представляющая копию обнажённой женщины в натуральную величину, функционирует в качестве MP3-плеера. Босс слушает спор сотрудников по поводу размещения вентилятора охлаждения, расположенного в вагине iТёлки, который рубит и обезображивает пенисы подростков, пытающихся заниматься с ними сексом. В результате обсуждений члены совета решают подчеркнуть опасность продуктов в новых рекламных роликах.

### Свидание супергероя
Робин знакомится с девушкой на экспресс-свидании, но в свидание вмешивается Бэтмен. Он говорит, что Пингвин подложил в кафе бомбу, и они должны найти и обезвредить её. Девушка уходит, а Робин винит в этом Бэтмена. Бэтмен обещает не вмешиваться в следующие свидания Робина. Второй девушкой оказывается Лоис Лейн, но Бэтмен вновь вмешивается в свидание: он звонит Супермену и говорит, что делает его девушка. Супермен прилетает и чуть не убивает Робина. Потом Робин ужинает с Супердевушкой. Бэтмен убеждает Робина воспользоваться его помощью, чтоб завоевать её. Но опять все портит. Пингвин грозится все взорвать, захватив Супердевушку в заложницы. Робин спасает её и целует, но оказывается, что она — суперзлодей Загадочник. Бэтмен говорит, что сразу понял, что это — Загадочник.
После просмотра на Вранковича нападает банда китайцев и заставляет Бакстера искать «Муви 43», или они убьют заложника.

### Свидание школьников
Нейтан и Аманда смотрят телевизор после школы в доме Нейтана в качестве своего первого свидания. Когда они начинают целоваться, его старший брат Майк входит в гостиную и высмеивает их. Вдруг Аманда обнаруживает, что у неё месячные и пытается скрыть это, но когда Нейтан видит кровь на её брюках, он впадает в панику, считая, что она истекает кровью. Нейтан и Майк ищут способы остановить кровотечение. Позже в их доме встречаются отцы Нейтана и Аманды, после чего между ними разгорается спор.
Китайцы находят Стиви Шрайдера и отрезают ему палец.

### День рождения
Брайан и Пит в ссоре. Пит переспал с девушкой Брайана и поссорился со своей, когда она узнала, что он спит с девушкой друга. Пит заходит в комнату Брайана и говорит, что у него есть подарок на День рождения Брайана. Подарком оказывается лепрекон. Он сильно избивает их обоих, несмотря на то, что привязан к стулу. Неожиданно звонит второй лепрекон и говорит, что даст много золота за освобождение брата. Пит выходит на улицу и обнаруживает там горшок золота. Он притаскивает горшок в подвал, где они держат лепрекона. Брайан и Пит радуются богатству, однако спрятавшийся в горшке второй лепрекон выскакивает и стреляет в Пита и Брайана. Пит начинает бить второго лепрекона, а Брайан пристреливает первого. В итоге оба лепрекона оказываются мёртвыми, и друзья выкидывают их в мешках в мусорный бак. Друзья мирятся, и тогда Пит говорит, что есть второй подарок — волшебная фея, которая отдаётся за золотые монеты.
Для поиска фильма «Муви 43» Бакстер делает машину из микроволновки и игрушек Джей Джея.

### Правда или действие
Эмили и Дональд знакомятся в кафе и начинают играть в игру «правда или действие?». Эмили начинает и просит Дональда потрогать мужчину за ягодицы. В отместку за это Дональд заставляет Эмили задуть свечи на Дне рождения слепого мальчика. Они начинают играть по-крупному. Эмили замешивает правой грудью гуакамоле, Дональд даёт ей пробирку с острым соусом и она выпускает содержимое себе в вагину, делает пластические операции на лице и по увеличению груди. Дональд танцует стриптиз перед посетителями, делает татуировку в виде члена рядом с губой, проводит пластическую операцию и становится китайцем. Дональд провожает Эмили до дома, и у двери она говорит, что азиаты не в её вкусе, но через секунду она открывает дверь и говорит: «Шутка! Нельзя такому добру пропадать!», говоря о грудях гигантского размера.
Бакстер и Джей Джей находят «Муви 43». Оказывается, на самом деле этот фильм существует. К этому времени Келвин заполняет ноутбук Бакстера вирусами и возвращается обратно в комнату. «Муви 43» оказывается не фильмом, а посланием Бакстера из будущего. Когда Келвин и Джей Джей заставили Бакстера искать «Муви 43», они активировали протокол «Черепаха». В нём говорится, что в случае войны каждый американец станет «орудием войны», все станут убивать друг друга, и весь мир погибнет. К концу сообщения Бакстера из будущего его базу взрывают, и связь исчезает. Компьютер взрывается, и Келвин приносит ноутбук Бакстера, но он заполнен вирусами. В комнату к ребятам заходит мать Келвина, и он понимает, что женщина с порносайта — его мать. Его охватывает паника. Бакстер не успевает отключить протокол «Черепаха», и дом, в котором они находятся, взрывается. Два с половиной года спустя еле живой Келвин на коляске находит ноутбук, в котором предлагается отключить протокол «Черепаха», но это оказывается розыгрышем, и в итоге Келвин просто смотрит видео.

### Участь триумфаторов
В 1959 году должна состояться первая в истории баскетбольная игра между белыми и темнокожими игроками. Тренер Джексон читает лекции своей баскетбольной команде перед их первой игрой против белой команды. Он говорит боящимся проиграть игрокам об их превосходстве в спорте перед белыми противниками. Когда игра наступает, белая команда с треском проигрывает со счётом 1:103.

### Бизл
Эми опасается, что кот её бойфренда Энсона, Бизл (мультяшный герой), встаёт между их отношениями. Бизл ненавидит Эми и ревнует её к Энсону, но Энсон видит Бизла невинным. Однажды Эми становится свидетелем мастурбации Бизла на фотографии Энсона с пляжа. Бизл нападает на неё и метит её с головы до ног. Энсон все ещё считает, что его питомец ни в чём не виноват, но Эми грозится уйти, если он не избавится от кота. Заботясь больше о своих отношениях, Энсон соглашается найти новый дом для него. В ту ночь Бизл со слезами на глазах наблюдает за любовью пары из шкафа. На следующий день, когда приходит время избавляться от Бизла, его нигде не могут найти. Эми выходит искать на улицу, но Бизл переезжает её на грузовике и пытается застрелить из ружья. Она гонится за ним по улице и начинает избивать его лопатой на глазах у детей, отмечающих День рождения в соседнем доме. Когда Энсон подбегает посмотреть, что происходит, Эми пытается всё объяснить. Бизл ведёт себя невинно, и Энсон опять встаёт на его сторону. Дети на вечеринке атакуют Эми за избиение Бизла, закалывая её пластиковыми вилками. Энсон хватает и жалеет Бизла, в то время как он представляет себя целующимся со своим владельцем.

## В ролях
Апрельская шутка (альтернативная связка сюжета)
- Марк Л. Янг — Келвин Катлер
- Адам Кегли — Джей Джей
- Девин Иш — Бакстер
- Фишер Стивенс — Вранкович
- Нейт Хартли — Стиви Шредер
- Бет Литтлфорд — миссис Катлер

The Pitch (оригинальная связка сюжета)
- Деннис Куэйд — Чарли Уэсслер
- Грег Киннир — Гриффин Шредер
- Common — Боб Моун
- Чарли Сакстон — Джей
- Уилл Сассо — Джерри
- Одесса Рэй — Данита
- Сет Макфарлейн — в роли самого себя
- Майк Мелдман — в роли самого себя
- Мартин Клебба — Чон, убийца

Загвоздка
- Хью Джекман — Дэвиc
- Кейт Уинслет — Бет
- Джули Клер — Пэм
- Кэти Финнеран — Энджи

Домашнее обучение
- Джереми Аллен Уайт — Кевин Метцгер
- Наоми Уоттс — Саманта
- Лев Шрайбер — Роберт
- Джули Энн Эмери — Клэр
- Алекс Кранмер — Шон Райли

Предложение
- Анна Фэрис — Джули
- Крис Прэтт — Даг
- Джей Би Смув — Ларри, друг Дага
- Джаррад Пол — Билл
- Мария Арк — Кристин

Вероника
- Киран Калкин — Нил
- Эмма Стоун — Вероника

iТёлка
- Ричард Гир — Тим Кук (генеральный директор корпорации Apple)
- Кейт Босуорт — Арлин
- Джек Макбрайер — Брайан
- Аасиф Мандви — Роберт

Свидание супергероя
- Джастин Лонг — Робин
- Джейсон Судейкис — Бэтмен
- Ума Турман — Лоис Лейн
- Бобби Каннавале — Супермен
- Кристен Белл — Супергёрл
- Джон Ходжмэн — Пингвин
- Лесли Бибб — Чудо-женщина
- Уилл Кэрло — Загадочник
- Катрина Боуден — женщина

Свидание школьников
- Джимми Беннетт — Нейтан
- Хлоя Морец — Аманда
- Кристофер Минц-Пласс — Майки
- Патрик Уорбертон — отец Майки и Нейтана
- Мэтт Уолш — отец Аманды

День рождения
- Джерард Батлер — лепрекон № 1 и № 2
- Шон Уильям Скотт — Брайан
- Джонни Ноксвилл — Пит
- Эсти Гинзбург — Фея

Правда или действие
- Хэлли Берри — Эмили
- Стивен Мерчант — Дональд
- Саид Бадрия — мужчина у барной стойки
- Снуки — в роли самой себя
- Зен Геснер — стриптизёр

Участь триумфаторов
- Терренс Ховард — тренер
- Аарон Дженнингс — Энтони
- Джаред Дадли — Мозес
- Кори Брюэр — Уоллес
- Ларри Сандерс — Бишоп
- Джей Эллис — Люциус

Бизл
- Элизабет Бэнкс — Эми
- Джош Дюамель — Энсон
- Эмили Алин Линд — девочка на Дне рождения

## Производство

### Создание
Уэсслер придумал идею жёсткой комедии, состоящей из нескольких короткометражных фильмов, в начале 2000-х годов. «Это должно сводить с ума — говорит Фаррелли, — но есть определенные пределы. И мы не просто хотели сделать такой фильм, а пойти намного дальше». Чарли Уэсслер говорит, что он хотел сделать что-то вроде фильма «Солянка по-кентуккийски», только для современной эпохи.
Уэсслер собрал три пары режиссёров — Трей Паркер и Мэтт Стоун, Питер и Бобби Фаррелли, Дэвид и Джерри Цукер, начал разрабатывать со студией проект, но он не прижился: «Они сказали мне через месяц после того, как мы начали переговоры о сделке, что не могут сделать это, потому что они не хотят снимать фильмы с рейтингом до 17 лет». Затем он отправился в несколько других студий, но, по его словам, никто не мог понять, что он хочет делать.
В 2009 году Питер Фаррелли и продюсер Джон Пенотти представили около 60 сценариев кинокомпании «Relativity Media». Они предложили снять в ролях Кейт Уинслет, идущую на свидание вслепую с, казалось бы, успешным и красивым Хью Джекманом. Компания согласилась и выделила 6 миллионов долларов на съёмки фильма. Фаррелли не мог поверить, что на фильм с Кейт Уинслет выделено так мало средств.
Съемки фильма официально начались в марте 2010 года, но из-за большого актёрского состава Фаррелли заявил, что фильм будет сниматься 4 года, потому что необходимо ждать различных актёров, поскольку они заняты на других съёмках, то же самое и с режиссёрами. Незадолго до основных съёмок Паркер, Стоун, Дэвид и Джерри Цукеры отказались от участия в проекте.
В фильме задействованы 13 режиссёров и 18 сценаристов, работающих над четырнадцатью различными сюжетными линиями. Фаррелли снимал части фильма с Хэлли Берри и Кейт Уинслет.

### Кастинг и съёмки
Уэсслер потратил годы на подбор актёров для фильма. Многие отказались в пользу более масштабных проектов. «Большинство агентов будет избегать меня, потому что знают, что я хочу сделать, — агент получает за крупного клиента $ 800 в день», — говорит он. — «У меня было много друзей, которые участвовали в этом фильме, и если бы они не согласились участвовать, я бы не стал его снимать». В конце концов, большинство из актёров были готовы принять участие, потому что на съёмки фильма необходимо было несколько дней.
Хью Джекман стал первым актёром. Он прочитал сценарий и согласился участвовать в фильме. После разговора с несколькими агентами Кейт Уинслет всё-таки согласилась принять участие. Их творческий дуэт привлёк других звёзд к съёмкам.
Джон Ходжман, играющий с Джастином Лонгом в одном скетче, подписал контракт без особого знания проекта, получив от него письмо. Уэсслер ждал своего друга, Ричарда Гира, около года, считая, что идея его сюжета хороша. Гир, в конечном итоге, согласился с двумя условиями: снять его в течение четырёх дней, и съёмки должны проходить в Нью-Йорке.
Колин Фаррелл должен был сниматься в роли брата лепрекона, но вышел из проекта, и Джерард Батлер снялся сам в роли брата своего героя. Джордж Клуни наотрез отказался играть самого себя, не умеющего обращаться с женщинами. Также существовал отрывок, где Антон Ельчин играл некрофила, который работает в морге и занимается сексом с мёртвой женщиной, который был показан на предпоказе, но был вырезан из конечного варианта фильма. Отрывок включён на DVD и Blu-Ray.
Также существовал эпизод с участием Джулианны Мур и Тони Шалуба «Найти нашу дочь», где по сюжету они искали свою дочь при помощи частного детектива, но этот отрывок также был исключён и вышел на Blu-Ray.
Съёмки фильма заняли несколько лет, поскольку создатели подстраивались под съёмочные графики звёзд. Деннис Куэйд и Грег Киннир понятия не имели, что фильм состоит из нескольких эпизодов.

## Продвижение
Считается, что название фильма подразумевает количество актёров в фильме, на самом деле оно не имеет смысла. Фаррелли слышал разговор сына с друзьями о фильме под названием «Movie 43», и когда он не нашёл этого фильма, взял это название.
Relativity не рекламировала фильм, и ни один из актёров не участвовал в его продвижении. Фильм также не был показан для критиков. «Небрежное название, отсутствие продвижения и предпоказов, дата выхода — ничто из этого не служит хорошим предзнаменованием», говорил перед выходом фильма Том Гейр, главный редактор Entertainment Weekly. Трейлер был выпущен 3 октября 2012 года. Также фильм рекламировался на сайте для взрослых «PornHub».

## Прокат
В России фильм вышел в прокат 1 января 2013 года, в Литве — 11 января, в США — 25 января, в Аргентине — 28 марта.

## Оценки

### Оценка критиков
Фильм получил разгромные рецензии кинокритиков. На Rotten Tomatoes у фильма 4 % положительных рецензий. На Metacritic фильм оценён на 19 баллов из 100.
Журналист Chicago Sun-Times Ричард Ропер дал фильму ноль звёзд из четырёх, назвав его «агрессивно безвкусным», и даже «Гражданином Кейном» плохих фильмов. Он сказал, что фильм не имеет ничего общего с «Квадратным ящиком» и «Солянкой по-кентуккийски». Тем не менее в одном из немногих положительных отзывов Майкл О’Салливан из The Washington Post дал фильму три с половиной из четырёх звёзд, назвав его «почти шедевром безвкусицы».

### Кассовые сборы
Предполагалось, что фильм дебютирует со сборами менее чем в $ 10 млн, студия ожидала $ 8-9 млн. На премьерном показе он собрал $ 1,8 млн, что гораздо ниже ожиданий, и меньше, чем сборы предыдущего фильма компании «Нереальный блокбастер». Общие сборы за первую неделю составили $ 4,8 миллиона. Relativity говорит, что они уже покрыли все расходы международной предпродажей и сделкой с Netflix.

## Награды и номинации
| Год  | Награда                  | Категория                 | Номинант | Результат |
| ---- | ------------------------ | ------------------------- | --- | --------- |
| 2013 | Премия «Золотой трейлер» | Дрянной трейлер           | | Номинация |
| 2014 | Золотая малина           | Худший фильм              | | Победа    |
| 2014 | Золотая малина           | Худшая актриса            | Хэлли Берри | Номинация |
| 2014 | Золотая малина           | Худшая актриса            | Наоми Уоттс | Номинация |
| 2014 | Золотая малина           | Худший актёрский ансамбль | весь актёрский состав | Номинация |
| 2014 | Золотая малина           | Худший режиссёр           | Элизабет Бэнкс Стивен Брилл Стив Карр Расти Кандиефф Джеймс Даффи Гриффин Данн Питер Фаррелли Патрик Форсберг Уилл Грэм Джеймс Ганн | Победа    |
| 2014 | Золотая малина           | Худший сценарий           | все сценаристы | Победа    |